# Enrico Franzoi

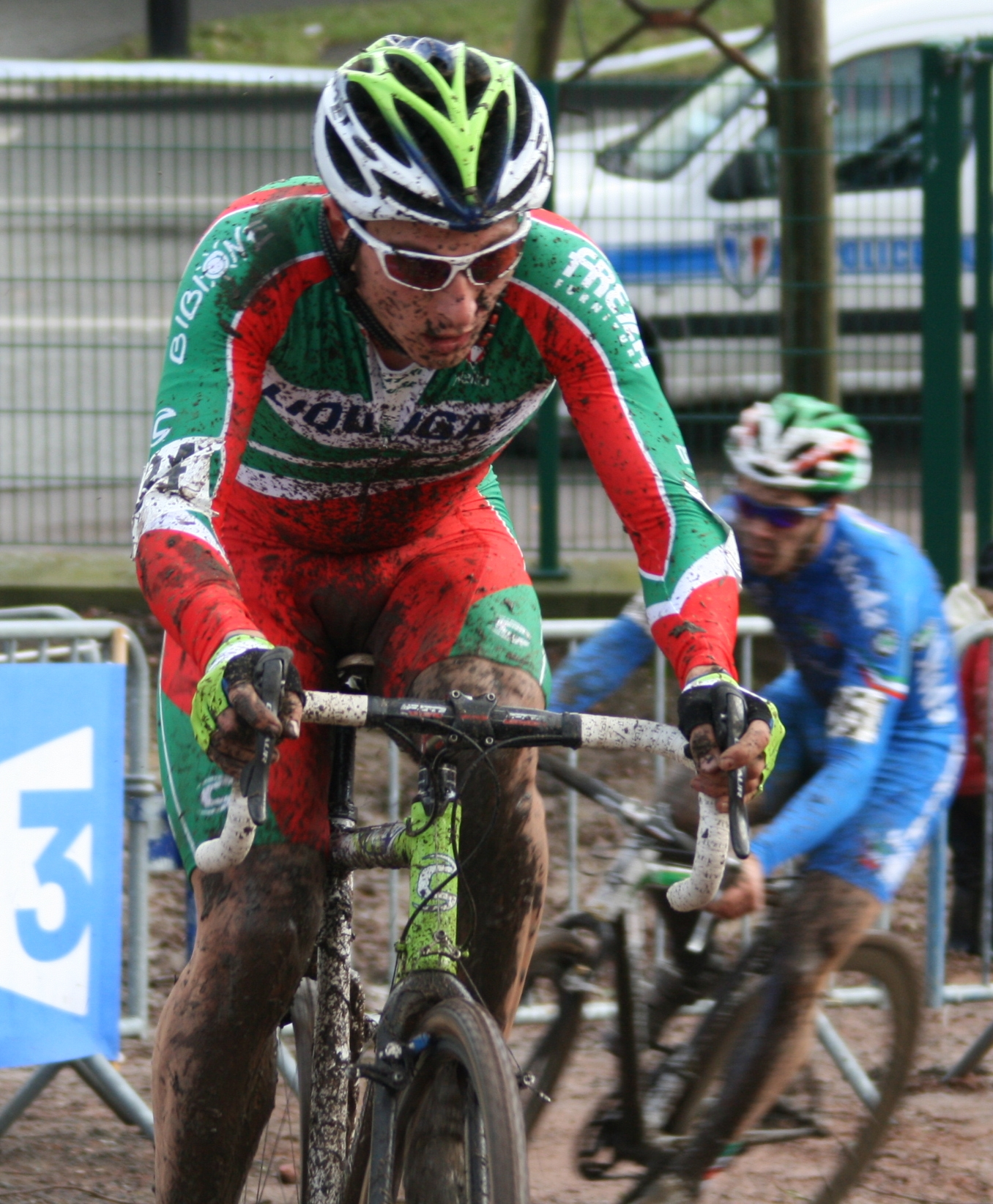
Enrico Franzoi en el Gran Premio Lille Métropole de 2009.

Enrico Franzoi (Mestre, Venecia, 8 de agosto de 1982) es un ciclista italiano, profesional desde 2005.

## Biografía
Enrico Franzoi ha destacado sobre todo en ciclocrós, ha sido 4 veces campeón de Italia de ciclocrós (de 2005 a 2009).
En ruta debutó como profesional a finales de 2004 con el Saeco pasando en 2005 al equipo Lampre-Fondital. Enrico Franzoi destacó sobre todo en el pavé como demostró su octava plaza conseguida en la París-Roubaix 2007. En 2008 se unió al equipo Liquigas acompañando a Daniele Bennati.

## Palmarés

### Ciclocrós
2003 (como amateur)
- Campeonato Mundial sub-23 de Ciclocrós

2005
- Campeonato de Italia

2006
- Campeonato de Italia

2007
- Campeonato de Italia
- 3.º en el Campeonato Mundial de Ciclocrós
- Lebbeke

2009
- Campeonato de Italia

2012
- Hittnau
- Faè di Oderzo

2013
- 2.º en el Campeonato de Italia

2014
- 2.º en el Campeonato de Italia

2016
- 3.º en el Campeonato de Italia

## Resultados en Grandes Vueltas
| Carrera | Carrera         | 2005 | 2006 | 2007  | 2008 | 2009 | 2010 | 2011 | 2012 | 2013 | 2014 |
| ------- | --------------- | ---- | ---- | ----- | ---- | ---- | ---- | ---- | ---- | ---- | ---- |
|         | Giro de Italia  | —    | —    | —     | —    | —    | —    | —    | —    | —    | —    |
|         | Tour de Francia | —    | —    | —     | —    | —    | —    | —    | —    | —    | —    |
|         | Vuelta a España | —    | 97.º | 110.º | 98.º | —    | —    | —    | —    | —    | —    |

—: no participa

Ab.: abandono